# Rave

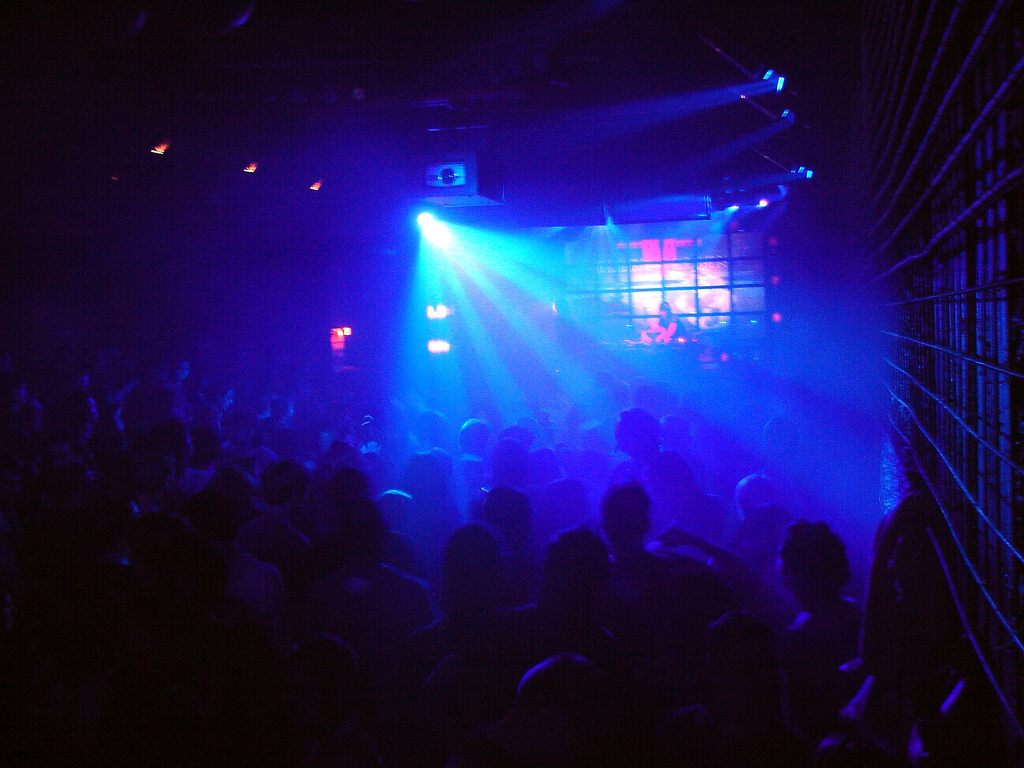
Una fiesta nocturna rave en Viena en 2005

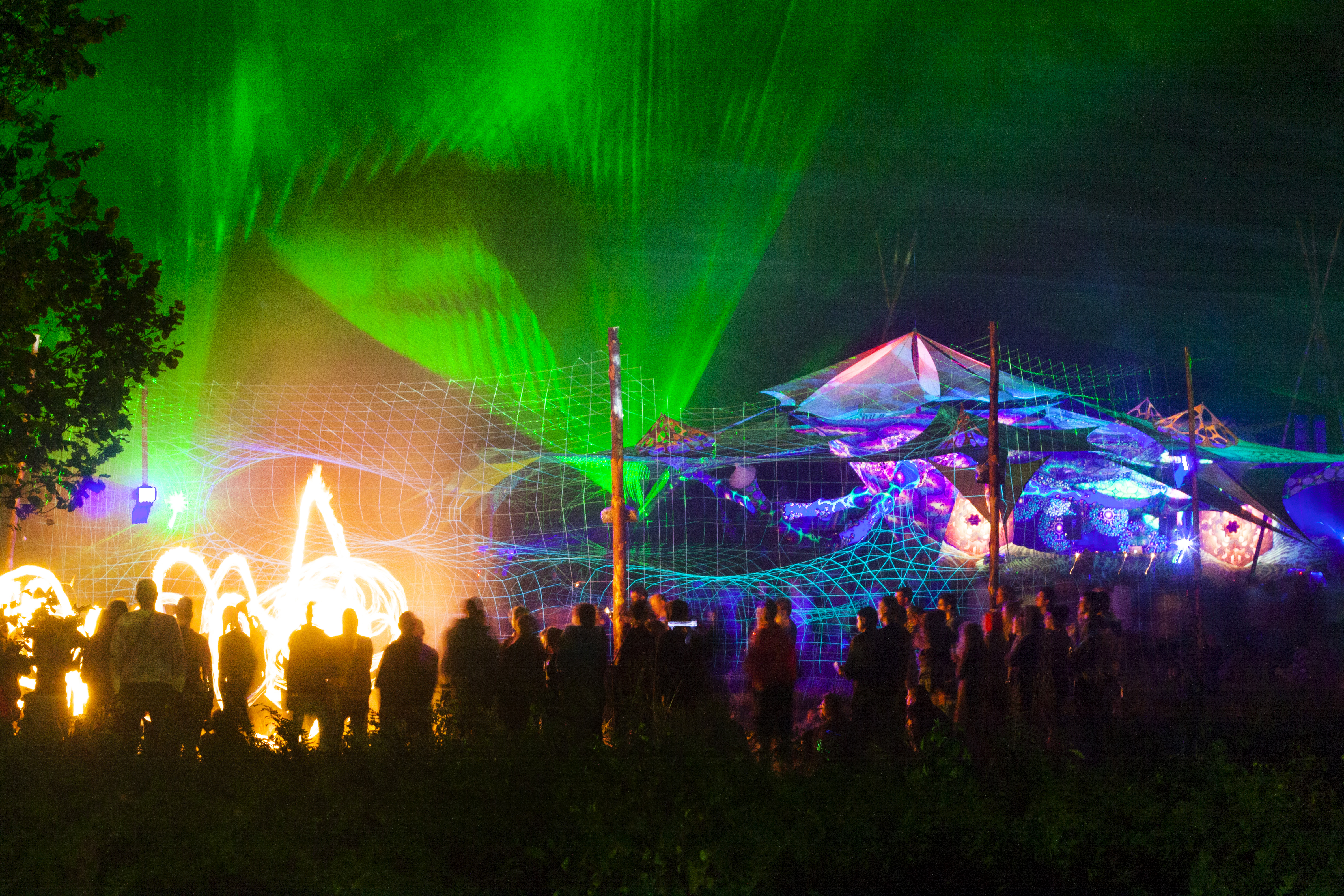
Luces de láser en un festival

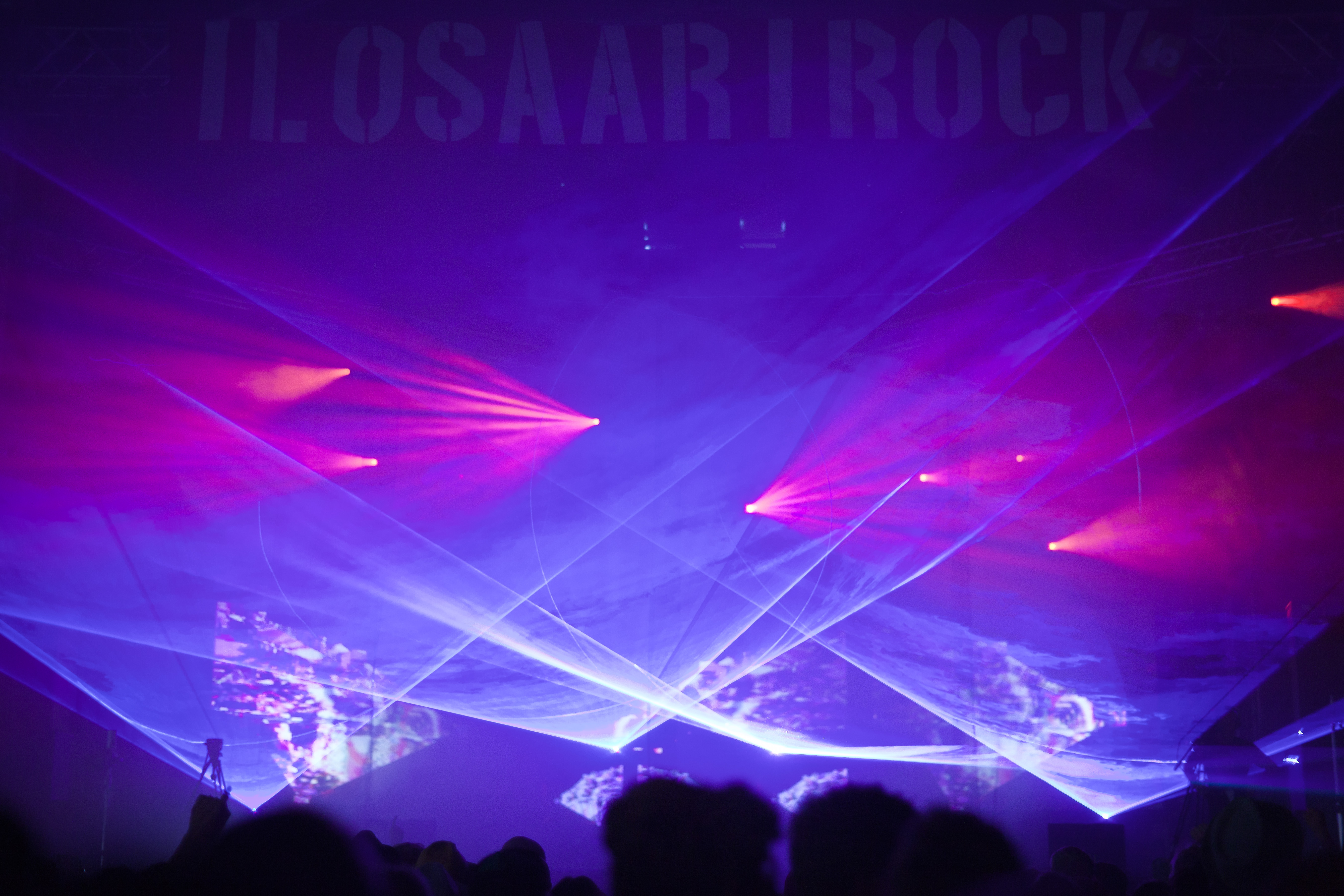
Un show de luces electrónicas en una fiesta Trance en 2011

Rave (pronunciación en inglés: /reɪv/; comúnmente en castellano /'rabe/) es un tipo de fiesta de música electrónica. El uso del término está documentado por primera vez el 4 de abril de 1970 para describir los bailes rave. Posteriormente se aplicó a las fiestas de acid house de los años 1980 y a las fiestas masivas clandestinas de breakbeat hardcore de principio de los 90 en Inglaterra, caracterizadas por música electrónica de baile rápida, espectáculos de luces y una duración que en ocasiones se extendía hasta el amanecer. En estas fiestas, la gente baila música electrónica que pincha un DJ. Entre los géneros de música habituales están el house, trance, techno, jungle, drum & bass, psy trance, hardcore/gabber, hardstyle, breakbeat, dubstep, hard trance, hands up, tech trance, darkpsy, minimal, goa, forest, chill out, progressive, full on, high tech o hi poder (en ocasiones se caracteriza esta música de modo global como rave music).
Las raves se caracterizan por ser fiestas ilegales que suelen organizarse en lugares abandonados o zonas rurales. Hoy en día, las raves siguen existiendo.

## Historia

### Años 1950-1980: utilización preelectrónica
A finales de los años 1950 en Londres comenzó a utilizarse el término "rave" (en castellano, literalmente, "delirar") para describir las "fiestas bohemias salvajes" que tenían lugar en los ambientes beatniks del Soho londinense. En 1958 Buddy Holly grabó el éxito "Rave On", en el que se refería a la "lucra?" y el deseo de que el frenesí no terminara nunca. La palabra "rave" comenzó a ser utilizada posteriormente por la creciente subcultura joven rocker, mod y otras de los primeros años 1960 como una forma de describir cualquier fiesta salvaje en general. Las personas que eran asiduos de estas fiestas pasaron a denominarse "ravers". Músicos de rock como Steve Marriott de The Small Faces y Clare Willans se autodescribían como "ravers".
Presagiando la asociación con la música electrónica, la palabra "rave" era un término común cuando se hacía referencia a la música de mediados de los años 1960, en particular al garage rock y a la psicodelia de grupos como The Yardbirds. La palabra "rave" no solo describía una forma alternativa de salir de fiesta y un tipo de eventos en particular, sino que también servía para describir un momento de crescendo específico hacia el final de una canción cuando la música es tocada más rápida e intensamente. Posteriormente, el término formó parte del título de un evento de música electrónica que tuvo lugar en Londres el 28 de enero de 1967, titulado el "Million Volt Light and Sound Rave". En este evento se tocó por primera y única vez un collage experimental sonoro compuesto especialmente para la ocasión por Paul McCartney de The Beatles, el legendario Carnival of Light.
Como consecuencia de la rápida transformación de la cultura pop británica desde la era rocker y mod y de otras subculturas de 1963-1966 hacia la época hippie el término pasó a dejar de ser utilizado. Durante los años 1970 y comienzos de los años 1980, la palabra "rave" dejó de estar en boga. La única excepción se puede encontrar en la letra de la canción "Drive-In Saturday" de David Bowie (de su álbum de 1973 Aladdin Sane), que incluye la línea "It's a crash course for the ravers". La percepción del término cambió de nuevo en la segunda mitad de la década de 1980, cuando la palabra volvió a ser utilizada y fue adoptada por una nueva cultura joven, posiblemente como consecuencia de su uso en Jamaica.

### Desde los años 1980:acid house
Desde mediados de los años 1980 una nueva subcultura de corte psicodélico emergió y comenzó a hacerse popular, especialmente en Inglaterra. El sonido que impulsó este fenómeno era música electrónica de baile, tanto techno como acid house. A las raves que comenzaron a desarrollarse se las conocía también como Acid House Parties. Eran eventos masivos que atraían a miles de personas. Estas fiestas fueron renombradas como "rave parties" por la prensa sensacionalista a partir del verano de 1989, también conocido como Segundo Verano del Amor. Durante 1988-1989, las raves se convirtieron en un entorno similar a los estadios donde se presenciaban partidos de fútbol, en la medida en que se convirtieron en lugar de encuentro para personas de clase trabajadora en un tiempo en el que el sindicalismo se encontraba en declive. Al mismo tiempo, buena parte de los asistentes a las fiestas eran incondicionales del fútbol.
A finales de los años 1980, el término "rave" fue adoptado para describir toda la subcultura que creció con el movimiento acid house. Los eventos guardaban relación con la atmósfera de fiesta de Ibiza. El miedo de que este tipo de fiestas estuviese asociado a un incremento en el consumo de "drogas de club" como éxtasis, cocaína, anfetaminas y, más recientemente, ketamina, llevó a las autoridades a prohibir este tipo de fiestas utilizando ese pretexto.
Los políticos británicos respondieron de modo muy hostil a la emergente escena rave, especialmente desde que estas comenzaron a recibir mayor cobertura mediática por la prensa sensacionalista. Los políticos comenzaron a multar a cualquiera que asistiera a las fiestas ilegales, llevando las actuaciones policiales a que estas fiestas pasaran a desarrollarse en zonas rurales. La palabra "rave" pasó a referirse en Reino Unido de modo general a un tipo de fiesta semi espontánea que tenía lugar en diferentes lugares alrededor de la Autopista M25 que rodea Londres. Estas fiestas podían consistir tanto en eventos celebrados en naves industriales abandonadas, hasta en lugares industriales, pasando por parques, clubs de campo y tierras de labranza.
La escena rave estaba fuertemente ligada a la música electrónica. Eso explica que tuviera una cierta repercusión en Estados Unidos, especialmente en ciudades donde esta música tenían mayor seguimiento como Detroit (lugar de origen del techno), Chicago (lugar de origen del house), San Francisco o Nueva York.

## Rave dance

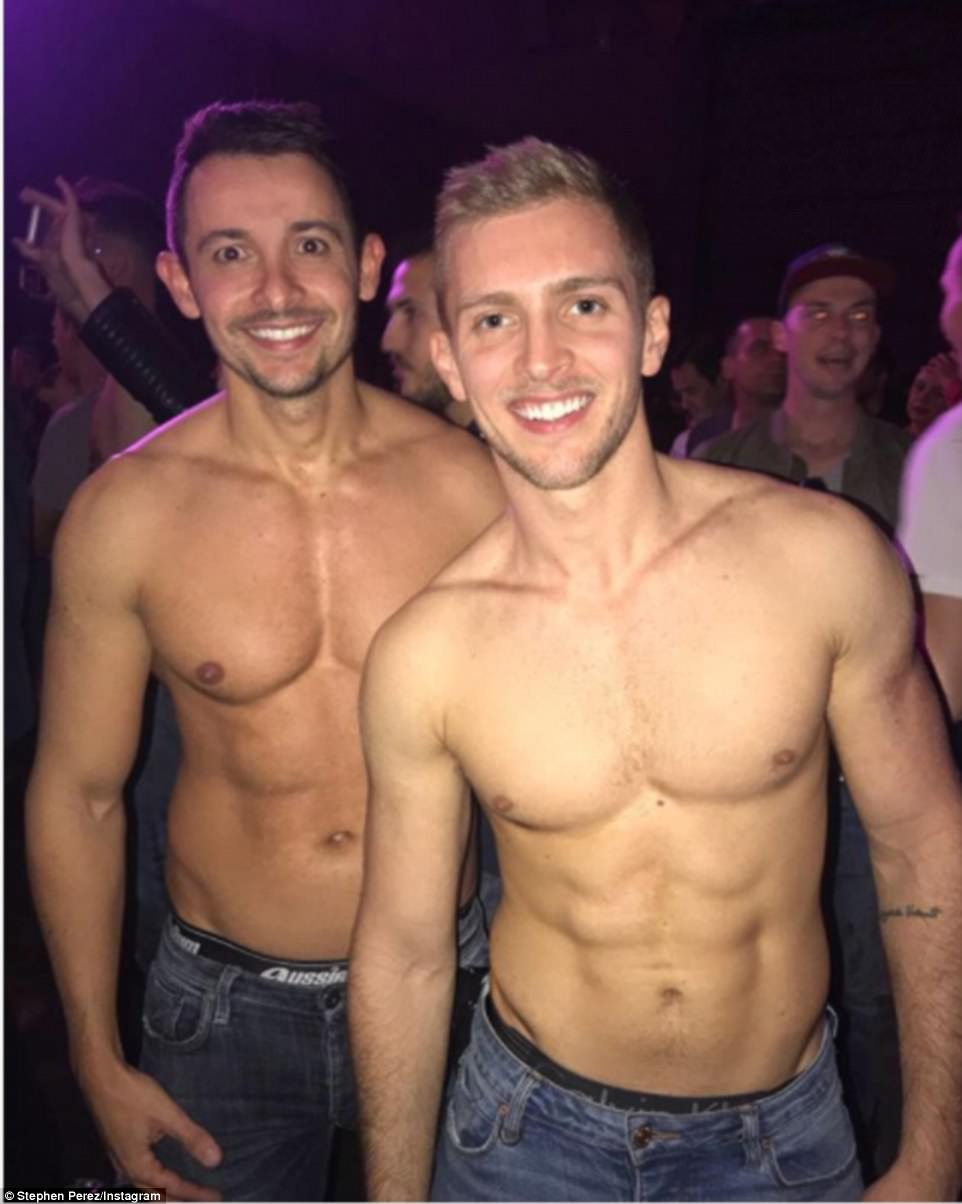
Jóvenes durante una rave

"Rave dance" (literalmente, en castellano, "baile rave") identifica el tipo de formas de baile propias a la cultura rave. Se trata de estilos de baile que se desarrollaron conjuntamente con el fenómeno rave, de modo que en su formación no han participado estudios de baile. Este tipo de formas de baile dependen del tipo de rave, del tipo de música y del tipo de raver. En general, se considera que son formas de street dance, dado que no suelen prepararse coreografías previamente a las raves.

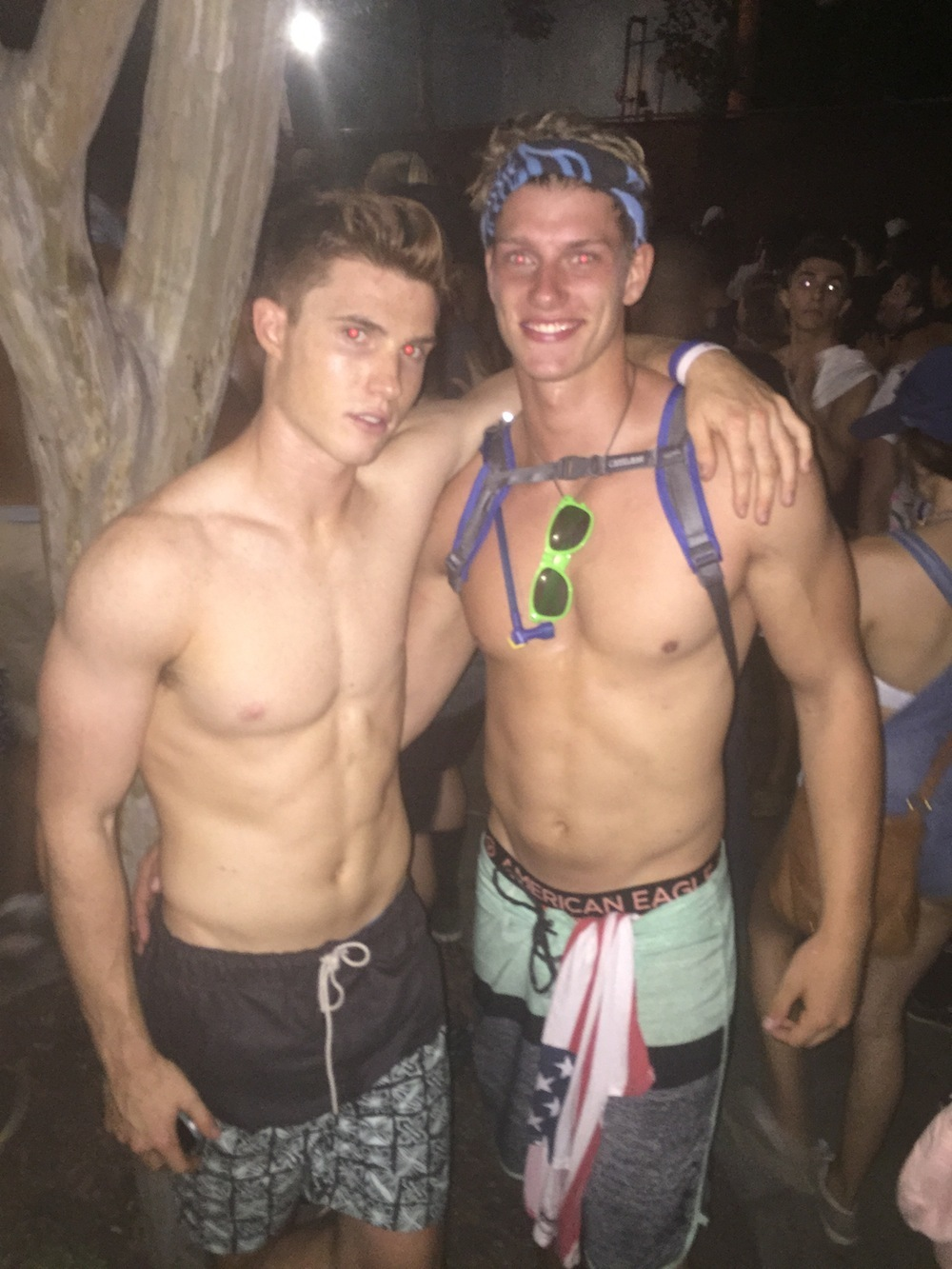
Participantes de una rave

Los estilos de baile comúnmente conocidos por los asistentes a las raves son el Shuffle/London Shuffle, el Konijnendans, el Martinenkhes y semejantes, los cuales no dependen de una coreografía, sino de unos pasos básicos que se combinan con otros movimientos. Aleatoriamente, estos bailes suelen utilizar básicamente las piernas para realizarlos y, en ocasiones, movimientos de brazos semejantes a los del estilo tecktonik.

### Lista de "rave dances"
- Candy
- Martinenkhes
- Hardcore
  - Jumpstyle
  - Hakken
- Kandi Stomping
- Shuffle
  - Hardstyle
- X-Outing
- DnB Step o "Skank"

### Lista de formas de baile de club
- House dance
  - Jacking
  - Lofting
  - Footwork
  - Electro
  - Cutting Shapes / London Shuffle
- Glowsticking
- Hip hop dance
  - Popping
    - Liquiding
    - Waving
- Punk dance
  - Hardcore dancing

## Luces
El fenómeno rave ha estado siempre ligado a la utilización de luces de diferente composición e intensidad para la ambientación y decoración de las fiestas. También es típico de estas fiestas la utilización por los ravers de "glowsticks" ("palos brillantes") para generar diferentes efectos lumínicos al combinar su luz con la oscuridad de la noche o con las luces estroboscópicas. Suele ser habitual desde principios del siglo XXI también el uso de luces LED.

## Cultura popular
Las siguientes películas, series y otros formatos incluyen elementos o descripciones de la cultura rave:
- Strange Days (1995) - Aparece una gigantesca rave en Los Ángeles.
- The Matrix - Durante las tres películas de la trilogía, aparecen escenas relacionadas con la cultura rave.
- Kids (1995) - Película sobre la cultura adolescente en Nueva York.
- Clubbed to Death (Lola) (Bailar hasta morir, en España) (1996). Su historia se desarrolla en una fiesta rave que dura toda la noche.
- Vibrations (1996)
- Blade (1998) - Al comienzo de la peli , se ve una fiesta Rave con vampiros.
- Party Monster: The Shockumentary (1998)
- Modulations
- Human Traffic (1999) - Historia de ficción en Inglaterra que se centra en la cultura de club.
- Viviendo sin límites (1999)
- Groove (2000)
- Kevin & Perry Go Large (2000)
- Buffy the Vampire Slayer (2001) - Durante el capítulo 5 de la quinta temporada, mencionan la cultura rave.
- A Midsummer Night's Rave (2002)
- 24 Hour Party People (2002)
- Stark Raving Mad (2002)
- Freddy contra Jason (2003) - Jason desata una carnicería durante una fiesta rave.
- Party Monster (2003)
- House of the dead (2003) - La trama se desarrolla en una isla donde se realizaba una fiesta rave.
- It's All Gone Pete Tong (2004)
- One Perfect Day (2004)
- Man On Fire(2004)
- Skins (2007-2012)
- CandyFlipped - Cortometraje realizado en el 2010, en el cual un joven se inicia en el mundo de las drogas a través de una fiesta rave.
- Proyecto X (2012)
- My Mad Fat Diary (2013)
- Return of the Living Dead: Rave from the Grave.
- The Summer Of Rave, 1989 (2006) - Documental de la BBC sobre el desarrollo de la cultura rave en Gran Bretaña durante el verano de 1989.[10]
- Welcome to Wonderland (2006)
- Rolling
- Bad Boys 2 (2003)
- Serial Experiments Lain - Referencia a las fiestas rave en la discoteca ficticia Cyberia.
- Trainspotting
- Gamer
- Sonic the Hedgehog CD - Álbumes musicales como "Sonic The Hedgehog - Remix" (ALCA-5023/1994), "Sonic The Hedgehog" (8800478/1996), así como su propia banda sonora, en su versión lanzada en Europa y Japón, poseen influencias de la música rave.
- Winnie the Pooh: Miel y sangre 2: Tanto Winnie the Pooh y Tigger provoca una matanza en una fiesta rave de un almacén
- Artrave: The Artpop Ball Tour (2014) - La 4.ª gira musical de la cantante Lady Gaga está inspirada en el concepto de fiestas "rave".[11]
- Los tortuga (2024) - En mitad del largometraje aparece un "rave" en una nave industrial abandonada.
- Sirat (2025) - Un padre y un hijo viajan por el desierto de Marruecos buscando a su hija y hermana en dos "raves".